# Schwielochsee (gemeente)
Schwielochsee is een gemeente in de Duitse deelstaat Brandenburg, gelegen in het Landkreis Dahme-Spreewald.
Schwielochsee telt 1.501 inwoners.